# Edward Alexander Powell

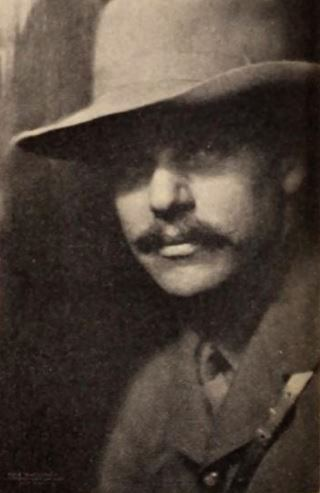
Edward Alexander Powell (1920)

Edward Alexander Powell (* 16. August 1879 in Syracuse, New York; † 13. November 1957 in Falls Village, Connecticut) war ein US-amerikanischer Kriegsberichterstatter und Schriftsteller. Er veröffentlichte fast ausschließlich unter dem Namen E. Alexander Powell.

## Leben
Edward Alexander Powell schrieb von 1898 bis 1899 für das Syracuse Journal, einer in Syracuse erscheinenden Abendzeitung. 1902 wurde er Herausgeber der Zeitschrift The Craftsman, die das American Arts and Crafts Movement förderte. Als Werbemanager der Smith Premier Typewriter Company war er von 1903 bis 1904 in London tätig. Von 1905 bis 1906 arbeitete er im Nahen Osten als Korrespondent für britische und US-amerikanische Publikationen. Von 1906 bis 1909 war Powell offizieller Konsul in Syrien und Ägypten.
Powell arbeitete als Kriegskorrespondent während des Ersten Weltkrieges. Der neutrale Status der Vereinigten Staaten erlaubte ihm ab 1914 Zugang zu beiden Seiten der Kampflinien. Als diese 1917 in den Krieg eintraten, wurde Powell als Hauptmann im militärischen Nachrichtendienst einberufen. Im September 1918 wurde er verwundet und bis zum Waffenstillstand im gleichen Jahr nicht wieder dienstfähig; er kehrte dann in die Vereinigten Staaten zurück. Er verließ das US-Militär mit dem Dienstgrad eines Majors. Powell veröffentlichte seine Kriegsberichterstattung in Zeitungen und Magazinen wie The War Illustrated, New York World und der Daily Mail. Seine Kriegsbücher erschienen bei Charles Scribner’s Sons.
Powell wechselte dann vom Journalismus zu einer erfolgreichen Karriere als Abenteuer- und Reiseschriftsteller. Dabei bereiste die ganze Welt und gab zwischen 1920 und 1954 mehr als 20 Bücher heraus.
Edward Alexander Powell heiratete Jessie Northrup; später Florence Taylor.

## Werke
- The Romance of the Missionary, 1909
- The Last Frontier: The White Man’s War for Civilisation in Africa, 1912
- Gentlemen Rovers 1913
- Fighting in Flanders. William Heinemann, London 1914.
- The End of the Trail: The Far West from New Mexico to British Columbia, 1914
- The Beckoning Land, 1914
- The Road to Glory, 1915
- Vive la France! 1915
- Italy at War, 1916
- Brothers in Arms, 1917
- The Army Behind the Army, 1917
- Making the Makers of Victory: Camp Lewis – the Camp of the Frontier, 1918
- The New Frontiers of Freedom: From the Alps to the Aegean, 1920
- Where the Strange Trails Go Down: Sulu, Borneo, Celebes, Bali, Java, Sumatra, Straits Settlements, Malay States, Siam, Cambodia, Annam, Cochin China, 1921
- Asia at the Crossroads: Japan, Korea, China, Philippine Islands, 1922
- Some Forgotten Heroes and Their Place in American History, 1922
- By Camel and Car to the Peacock Throne, 1923
- The struggel for power in moslem Asia. John Long, Limited, London 1923.
- A Virginia Pilgrimage, 1924
- Beyond the Utmost Purple Rim: Abyssinia, Somaliland, Kenya Colony, Zanzibar, The Comoros, Madagascar, 1925
- The Map That is Half Unrolled: Equatorial Africa from the Indian Ocean to the Atlantic, 1925
- Below the Line, 1925
- In Barbary: Tunisia, Morocco and the Sahara, 1926
- The Danger on the Danube, 1927
- Embattled Borders: Eastern Europe from the Balkans to the Baltic, 1928
- The Last Home of Mystery: Adventures in Nepal Together with Accounts of Ceylon, British India, the Native States, the Persian Gulf, the Overland Desert Mail and the Baghdad Railway, 1929
- Marches of the North: from Cape Breton to the Klondike, 1931
- Thunder over Europe, 1931
- D.M., 1931
- Undiscovered Europe, 1932
- Yonder Lies Adventure!, 1932
- Slanting Lines of Steel, 1933
- The Long Roll on the Rhine, 1934
- Red Drums, 1935
- Aerial odyssey: Cuba, Haiti, Dominican republic, Porto Rico, …, 1936
- Free Lance (Autobiografie), 1937
- Gone Are the Days, 1938
- Adventure Road (Autobiografie), 1954